# Mittelmeertief

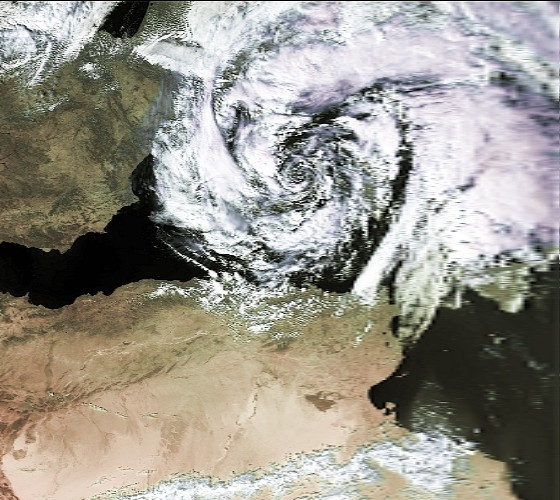
Genuatief, 7. Oktober 1996: „Ein subtropischer Tiefdruckwirbel (Zyklone) steuert feuchtwarme Luftmassen des Mittelmeerraumes von Südwest gegen Mittelitalien und Südost gegen die Alpen. Im Bild sind Spanien (links oben), Algerien (links unten) und Tunesien (unten Mitte) wenig bewölkt.“

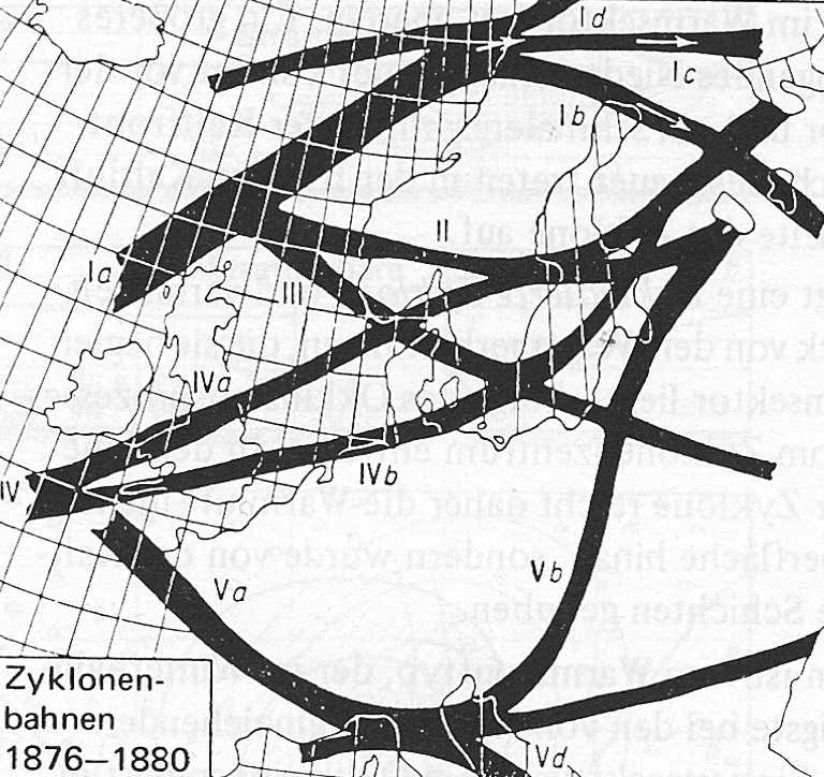
Zugstraßen der barometrischen Minima (Tiefdruck-Trajektorien) nach W. J. v. Bebber:
Va mit den Fortsetzungen
Vb Richtung Nordost,
Vc Richtung Ost und
(kaum sichtbar) Vd Richtung Südost

Ein Mittelmeertief ist ein Tiefdruckgebiet im Mittelmeerraum. Je nach Lage des Kerns wird es auch Balearentief, Genuatief oder Adriatief genannt.
Eine Vb-Wetterlage (gesprochen: „Fünf-B-Wetterlage“, V = römisch 5) ist durch die Zugbahn eines Tiefdruckgebietes von Italien über die Poebene oder Nordadria hinweg nordostwärts gekennzeichnet.
Die als „Vb“ bekannte Zugbahn wurde von Wilhelm Jacob van Bebber 1891 deklariert und mit dieser Notation in das System der Großwetterlagen integriert. Der Begriff der Vb-Großwetterlage wird heute noch verwendet, weil die modernere deutsche Großwettertypologie nach Hess/Brezowsky die Aktionszentren des Mittelmeerraumes unzulänglich berücksichtigt.
Mit Va wurde nach Bebber die Zugbahn Biskaya–Spanien/Frankreich–Ligurien bezeichnet (vgl. Grafik). Eine Vc-Wetterlage entspricht einem Adriatief, das nach Osten Richtung Balkan abzieht und dort zu einem Balkantief wird. Eine Vd-Wetterlage bezeichnet ein nach Südosten abziehendes System. Die Bezeichnungen Va, Vc und Vd sind in der heutigen Meteorologie allerdings nicht mehr gebräuchlich.

## Grundlagen
Das Vb/a-Tief entsteht durch einen Kaltluftvorstoß über Frankreich in das westliche Mittelmeer, häufig in Verbindung mit einer Nordwestwetterlage, mit Bildung eines Tiefs im westlichen Mittelmeerraum, oder durch einen von England oder der Biskaya (Biscayatief) über Frankreich südwärts geschobenen Tiefkern (Va), der südlich der Alpen weiterzieht.
Liegt der Aktionskern über dem Mittelmeerraum, gleiten die dortigen feuchtwarmen oder über der Sahara überhitzten Luftmassen auf der (östlichen) Vorderseite des Tiefdruckgebietes auf die in Zentraleuropa der nördlicheren Zonen am Boden liegende Kaltluft auf (Aufgleiten von Südost). Weil eine südliche Strömung mit hohen Lufttemperaturen viel Feuchtigkeit transportieren kann, führt dies zu teils langanhaltenden Niederschlagsphasen, die in Staubereichen an den Alpen und höheren Mittelgebirgen auch recht ergiebig sein können (Stauniederschläge) und Hochwässer oder abnorme Schneemengen mit Lawinengefahr verursachen. Im Raum des östlichen Mittelmeeres wird trockene, warme Saharaluft gegen Südosteuropa gesteuert und führt dort zu übersteigerter Wärme, das Windereignis wird Scirocco (Jugo) genannt: Vor der Frontlinie des heranziehenden Mittelmeertiefs können sich Saharastaub-Ereignisse bis auf Mitteleuropa ausweiten. Nördlich der Alpen begleiten abnormale Föhnereignisse die Mittelmeertiefs, wenn die Niederschläge an der Alpensüdseite abregnen.

### Typologie der Mittelmeertiefs

Zugbahn des Orkans Klaus 24. Januar 2009 – typische Va-Trajektorie mit untypischem Starkwindereignis

Das Mittelmeertief gehört zu den klassischen Aktionszentren des europäischen Wettergeschehens.
Die Entstehungsfälle der Mittelmeertiefs sind:
- zum einen ein zentrales Nordatlantiktief, das über die Biskaya und die Midi/Rhoneschneise zwischen Alpen und Pyrenäen in das westliche Mittelmeer zieht
- oder ein Tiefkern, der sich über dem Golfe du Lion oder dem Ligurischen Meer bildet, meist durch polaren Kaltlufteinbruch entlang des Rhônetals, oder durch Föhn-Effekte an den Südalpen in Kombination mit warmen Südwinden, so etwa die Situation Tramontana[2] –Scirocco vor Ligurien
- sowie über die Iberische Halbinsel südlich der Pyrenäen oder gar die Meerenge von Gibraltar in den Mittelmeerraum einwandernde sehr südliche Nordatlantiktiefs

Im östlichen Mittelmeer, das auf allen Seiten von Gebirgen gegen Strömungen abgeriegelt ist (nur gegen Ostsahara und Rotes-Meer-Region ist es offen), bilden sich keine Tiefkerne mehr.
Die V-Wetterlage wird in ihrer Frühphase meist allgemein Mittelmeertief genannt:
- Ein Balearentief liegt im westlichen Mittelmeerraum im Raum der Balearen. Es kann auch eine Zeitlang stationär bleiben und sorgt dann besonders im Herbst für die Niederschläge im Nordosten Spaniens, besonders in Katalonien, und dem französischen Midi.[3]
- Ein Genuatief im eigentlichen Sinne ist eine Sonderform, die sich, mit Tiefdruckkern im Golf von Genua, zuerst am Apennin und dann im Alpenbogen verhängt und über dem Piemont, dem Wallis und den West- und Südalpen abregnet oder -schneit, bei starkem Föhn in den Nordalpen. Hauptbetroffen ist dann die Poebene bis in die Alpentäler vom Aostatal, die oberitalienischen Seen, Südtirol bis in das Klagenfurter Becken, bei Überschlagen über den Alpenhauptkamm auch das Tessin oder das Oberrheingebiet.
- Ein Adriatief, das also über den Apennin an die Adria gesprungen ist oder sich erst dort bildet, folgt im Allgemeinen der klassischen Zugbahn nordost- (Vb), ost- (Vc) oder südostwärts (Vd).

Mittelmeertiefs bilden nicht unbedingt eine ostwärts abziehende Bahn aus, sondern können auch im Raum um Italien herum zerfallen.
Besonders die Endphasen der Vb/c-Lagen pumpen über längeren Zeitraum große Feuchtigkeitsmengen nach Mitteleuropa:
- Osteuropatief: Bei der Vb-Trajektorie handelt es sich um die einzige Zugbahn von Südwest nach Nordost durch das Wiener Becken über Mitteleuropa, sie führt typischerweise zu schweren Stauniederschlägen an Ostalpen, Karpaten und Erzgebirge und Überschwemmungen in den Einzugsgebieten von Donau, Elbe und auch Rhein.
- Balkantief: Vc-Kerne ziehen langsam über die Gebirge der Balkanhalbinsel und führen zu Extremereignissen im mittleren und unteren Donauraum (Donau-Theiß-Gebiet in Ungarn, bis Rumänien).

Das moderne Österreichische Wetterlagen-Schema der ZAMG unterscheidet
- die Frühphasen (also Va nach Bebber) als Tief über dem westlichen Mittelmeer (TwM)
- die Entscheidungsphase der weiteren Zugbahn Tief südlich der Alpen (TS)
- im engeren Sinne Tief auf der Zugstraße Adria – Polen (Vb)
- und für die Vc/d-Routen Tief im Südwesten Europas (TSW)

Dabei hat sich aus der Typologie Bebbers in der heutigen Meteorologie nur der Begriff Fünf-B als Spezialfall etabliert.

### Auftreten Vb
Vb-Lagen treten gewöhnlich vom Frühjahr bis in den Herbst auf, können aber prinzipiell zu jeder Jahreszeit vorkommen und gehören mit nur einigen wenigen Ereignissen pro Jahr zu den selteneren Großwetterlagen Europas (Jährlichkeit ca. 2,3). Die klimatologische Ursache für diese Ereignisse liegt in der geographischen Breite, in der die Aktionszentren vom Atlantik her Europa erreichen: Wenn sie etwa auf Höhe des Alpenbogens oder südlich davon eintreffen, können sie bei tendenziell südweisender Frontalzone die Mittelmeer-Route davon einschlagen. Diese globale Wettersituation bleibt manchmal auch über etliche Wochen in etwa gleich, sodass dann auch ganze Serien von Mittelmeertiefs auftreten. Aufgrund der eintretenden Bodensättigung führt das zu einer ganzen Serie von Hochwässern oder bei Schneemassenereignissen durch starken Anstieg der Schneehöhen ohne Setzung und Verbindung zu großräumigen hochlawinösen Lagen.

### Einfluss des Klimawandels auf Vb
Die Adria-/Vb-Tiefs wurden erstmals 2014 in einer umfassenden Studie zu Zugbahnen niederschlagsrelevanter Tiefs über Mitteleuropa für den Zeitraum 1950–2010 in einem Katalog erfasst und ausgewertet (Weather Patterns, Cyclone Tracks and related precipitation Extremes, WETRAX; ZAMG und Universität Augsburg). Prognosemodelle sehen eine Abnahme von sommerlichen Mittelmeertiefs gegenüber Atlantiktiefs für die nächsten Jahrzehnte, aber eine Zunahme herausragender Extrema mit Vb-Charakteristik. Durch die erwartete Erwärmung des zukünftigen Klimas wird prognostiziert, dass die Jährlichkeit der Vb-Zyklone abnehmen wird. Der Rückgang der Vb-Zyklone könnte dabei durch die Verlagerung der Zyklonenspur über Europa nach Norden verursacht werden. Modellierungen haben gezeigt, dass Niederschläge der zukünftigen Vb-Zyklonen die östlichen Küsten des Mittelmeers stärker, den Alpenraum hingegen weniger beeinflussen könnten als derzeitige Vb-Zyklone.

## Charakteristika

### Stauniederschläge

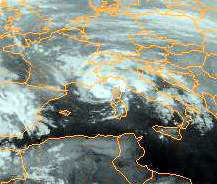
Genuatief, 30. September 1983 mit Niederschlagsfronten im ganzen Alpen-Adria-Raum, charakteristisch der Alpenbogen als Nord- und die Dinariden als Ostgrenze und Konzentrierungen am Appennin

Die Mittelmeertiefs pumpen an der Ostseite warme Luftmassen der Sahara über das Mittelmeer. Dort reichern sie sich meist stark mit Feuchtigkeit an und bilden an den Gebirgen des südlicheren Europas intensiven Stauniederschlag. Das betrifft das Kastilische Scheidegebirge und die Pyrenäen, den Apennin, die Alpen, die Dinariden, und auch die Rhodopen und anderen Gebirge Südosteuropas, bei der Vb-Zugbahn auch den Karpatenbogen. Im Alpenraum und in den nördlich angrenzenden Ländern ist die Vb/a-Wetterlage wegen der oftmals heftigen Niederschläge gefürchtet.
Diese Niederschläge können extrem werden. Beim Elbhochwasser 2002 beispielsweise kam es zu extremem Regen am Erzgebirge, etwa in Zinnwald-Georgenfeld 312 mm in 24 Stunden. Solche Regenmengen führen lokal an den Oberläufen zu teils innerhalb von Stunden ansteigenden Flutwellen, und, bei großer Ausdehnung der Regenfront, an den großen Flüssen zu enormen Wassermassen. Da die Mittelmeertiefs oft wenig schnell ziehen oder gar stillstehen und permanent weiterpumpen, bis sie zerfallen, können diese Starkniederschlagsereignisse auch etliche Tage andauern.
Der nach Norden ziehende Wind kann bei Sturmstärke Wasser der Adria nach Norden drücken und sich besonders im November mit Gezeitenhochwasser überlagern und zu Acqua alta in der Lagune von Venedig führen.

### Trockenereignisse

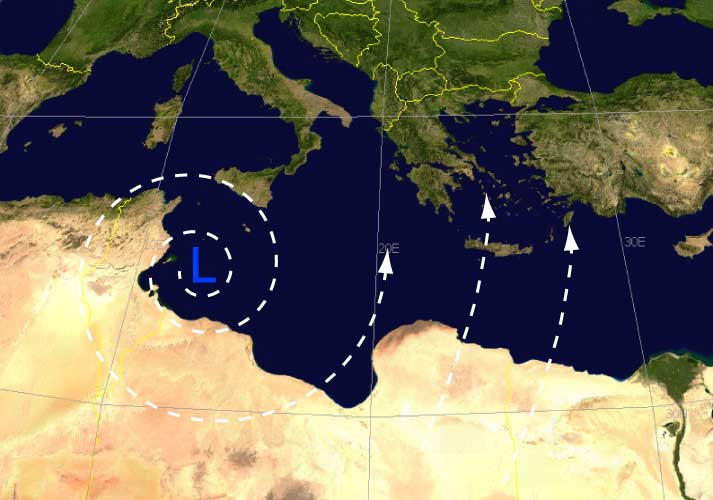
Schema eines zentralmediterranen Tiefs, Scirocco im Ostmittelmeerraum

Ein anderer Effekt sind die noch vor der Kaltfront im Osten nordwärts angetriebenen Luftmassen Afrikas, die sich nicht mit Feuchte anreichern, sondern heißtrockene Südost- bis Südwinde bilden, den Scirocco. Diese können so intensiv werden, dass sie enorme Staubmassen weiträumig nach Europa verfrachten (Saharastaubereignisse).

### Augenbildung (Medicane)
In extremer Ausformung kann ein Mittelmeertief ein Hurrikan/Taifun-artiges Auge, einen wolkenfreien Bereich im Zentrum ausbilden. Sie bilden sich etwa dann im Mittelmeerraum, wenn ein polarer Kaltluftvorstoß ein austropfendes Cut Off-Tief bildet. In Unterscheidung zu echten Wirbelstürmen sind diese Systeme aber keine selbsterhaltenden Großwetterlagen. Im Allgemeinen treten starke Mittelmeertiefs in der Wintersaison auf, die Freisetzung der in der Wassertemperatur gespeicherten Energie (etwa > 24 °C) relativ zur Lufttemperatur, wie auch die Corioliskraft, kann zwar beitragen, die Zyklone wird aber durch atlantisch-mediterrane oder afrikanisch-europäische Ausgleichswinde angetrieben. Die Augenbildung hält meist nur wenige Stunden an und zerfällt schnell, weil auch insgesamt im Mittelmeerraum nicht genügend Raum für eine konvektive Selbsterhaltung vorhanden ist. Für solche Phänomene findet sich seit den 1980ern der Ausdruck Medicane (zu mediterran mit Hurricane). Ähnliche Phänomene finden sich im subtropischen Nordatlantik im Bereich Bermudas-Azoren-Kanaren („Überraschungshurricanes“).
Stürme dieser Art werden im Mittelmeergebiet alle paar Jahre beobachtet, Ereignisse des Typs waren etwa: September 1947, September 1969, Januar 1982, September 1983, 13.–17. Januar 1995, 2007, November 2011 Genuatief Rolf.

## Ereignisliste

### Ereignisse vor 1970
- Das Magdalenenhochwasser von 1342, das folgenschwerste Hochwasserereignis in Europa in historischer Zeit (vor allem Main/Rhein und Donau), wird einer Vb-Wetterlage zugeschrieben.
- Mitteleuropa-Hochwasser 1501 an Donau und Oder

Winterliche Südstaulage ist etwa verantwortlich für:
- 1951: die Februar-Episode des Lawinenwinters 1951 mit bis zu 4 m Neuschnee innerhalb von 2 Tagen.

### 1970–2000
- 1987 Schwere Überschwemmungen in der Schweiz (Gotthardgebiet)[15]
- September 1993 Großes Hochwasser von Brig
- Juli/August 1997 Oderhochwasser

### 2000–2007
- 14. Oktober 2000 Hochwasserereignis von Gondo
- August 2002 Hochwasser in Mitteleuropa
- August 2005 Alpenhochwasser

### 2007/2008
- 22. März: mit 20 cm Neuschnee von Osten durch Vb auf dem Flughafen Frankfurt-Hahn im Hunsrück durch Tief Paul II[16]
- 22. August: mit sintflutartigen Regenfällen in Niedersachsen und im Sauerland durch Tief Quirinus
- 06. September: mit 90 cm Neuschnee auf der Zugspitze und Überschwemmungen in Niederösterreich durch Tief Xaver
- 27. September: Vb-Tief Faysal I von der Adria über Passau zur Eifel mit Überschwemmungen in Aachen und Umgebung
- 29. September: Vb-Tief Faysal II von der Adria nach Norden zum Harz, die Innerste sprang über die Ufer

### 2008/2009
Die hydrologische Saison 2009 zeichnete sich durch eine abnorm hohe Frequenz an schweren Va/Vb-Lagen aus, von Oktober bis März waren fast ein Dutzend verschiedener wetterwirksamer Mittelmeertiefs zu verzeichnen.
- (Ha)29. Oktober 2008: Vb-Tief Yulietta[17] vom Golfe du Lion über Norditalien nordostwärts ziehend, mit Dauerregen, Bergland Schnee, Ostalpen extreme Föhnströmung[18]
- (Ha)27. November 2008: Ein Genuatief[17] verbindet sich mit Biskaya-Tief Nina und Mitteleuropatief Phostine: heftiger Schneefall in Norditalien (Trentino, Südtirol, Ligurien, Piemont) bis Kärnten und Tirol (Osttirol 120 cm Schnee), Überschwemmung in Venedig (20-jährliches Ereignis, Pegel 185 cm),[19] schwer betroffen auch Lodi in der Lombardei und Pordenone in Friaul;[20] Föhnsturm in Oberösterreich und Salzburg bis 100 km/h, 14° in Linz[19]
- (Ha)11.–13. Dezember 2008: Das Biskayatief Tine mit klassischer V-Zugbahn vom 5.[21] zieht am 7. über Zentralspanien,[22] und am 10. über Italien.[23] Am 12. Dezember ausgeprägter Hochdruckkeil über Frankreich, Südföhnströmung über den Alpen bis Südschweden (Föhntemperaturen über 15° am Nordalpenrand). Wieder schwere Schneefälle in Norditalien, der Schweiz, Süd- und Osttirol[24] (mit einem Todesfall am 17. Dezember), in Kärnten über 1 m Schnee (nach Angaben der ZAMG ein 80-jährliches Ereignis)[25], im Tessin ½ m,[24] schwere Verkehrsbehinderungen mit zahlreichen Sperren, abgeschnittene Täler (Lesachtal), Lawinenwarnstufen bis 4 in den südlichen Kalkalpen,[25] Überschwemmungen von Venedig über Rom (Evakuierungen in Ostia) bis Süditalien,[24] aber auch Schneechaos in Nordspanien und den Französischen Alpen[26] (100.000 Haushalte ohne Strom). Tine zerfällt über der Adria.
- (Ha)12–17. Dezember 2008: Das nachrückende, ähnliche Tief Verena[27] bringt weiterhin Schneechaos und verstärkt die Überschwemmungen in Spanien bis Mallorca, Frankreich, Italien – im Alpenraum bleibt es von geringerer Auswirkung als seine beiden Vorgänger.
- Januar–März 2009 folgen noch einige weitere Va-TB-Tiefs, deren extremstes Orkan Klaus 23.–25. Januar ist, der im Norden Spaniens, Südwesten Frankreichs und Teilen Italiens schwere Schäden verursacht.[28][29] Ein atlantischer Orkan in Va-Zugbahn ist äußerst selten. Auch die anderen Ereignisse führen mehrmals hintereinander zu teils Regen-, teils Schneechaos in Spanien, Südfrankreich, Mittelitalien und dem Pogebiet, bis in die Südalpen.
- 23.–30. Juni: Tief Quinton, entstanden als Genuatief, war aber keine eigentliche Vb-Lage, sondern ein Höhentief mit ähnlicher Zugbahn. Hochwässer mit Spitzenwerten bis 100-jährlich im CEE-Raum, mit über 20 Todesopfern und einigen 100 Mio. € Versicherungsschaden.

### 2009/2010
- ab 5.–11. Januar 2010: Daisy, ein Tief mit klassischer Va–Vc-Bahn von der Iberischen Halbinsel bis in die Ukraine. In Nordspanien schwere Schneeeinbrüche wie seit 25 Jahren nicht mehr (5. Januar 1985), von Nordfrankreich über Norddeutschland gravierende Beeinträchtigungen durch Schneeverwehung und Windbruch, mehrere Todesopfer in Folge.
- ab 7. März führt ein langsamziehendes Adriatief namens Andrea[30] zusammen mit dem in zwei Kerne zerfallenen lagestabilen Nordmitteleuropa-Hoch Isidor zu einem abnormen nordöstlichen Kaltlufteinbruch.[31][32] Der Mittelmeerraum erlebt ein Schneechaos, im Raum Katalonien fällt mehr Schnee als beim Januarereignis,[33][34] auch Südfrankreich ist schwer betroffen, auf Mallorca sind Schneeketten notwendig,[35] am Apennin kommen 60 cm Schneehöhe zusammen,[35] in Kroatien gar 70 Zentimeter.[35] Sturmböen bis 150 km/h beschädigen zahlreiche Schiffe in Häfen und küstennahe Häuser,[35] sogar ein Todesopfer war zu vermelden.[35] Im Nordalpenraum, wo es infolge der föhnigen Strömung, die durch den Orkan Xynthia Ende Februar verursacht wurde, zu Temperaturen bis +18° gekommen war, fielen die Temperaturen auf bis −18°.[36]
- Mai/Juni 2010 Hochwasser der Oder und ihrer Nebenflüsse.[37]
- August 2010 Hochwasser der Lausitzer Neiße, der Oder und der Spree in der Oberlausitz.
- September/Oktober 2010 Hochwasser der Schwarzen Elster und ihrer Nebenflüsse.

### 2010/2011
Keine besonderen Vorkommnisse.

### 2011/2012
- (Ha) 4.–9. November 2011: Genuatief Rolf, blockiert durch ein Russlandhoch Walli: schwere Überschwemmungen in Italien (über 600 mm/72 h in Ligurien, mehrere Todesopfer), abnorm hoher Seegang an der Côte d’Azur; Temperaturen über 20° an der Alpennordseite durch Föhn.
- Anfang Februar: Italientief Julia über dem Tyrrhenischen Meer führt in Zusammenhang mit der Kältewelle in Europa (Russlandhochs Cooper, Dieter) zu Schneechaos in Italien (in Rom wie seit 1985 nicht mehr) und am Balkan, Schnee bis Mallorca und in Algier.

### 2012/2013
- Ende Mai/Anfang Juni Tiefs Frederik/Günther:[38] Eine abnorm ziehende und einige Tage ortsstabile Vb-Wetterlage sorgte vor allem zwischen Alpen und Erzgebirge sowie in Tschechien für tagelange heftige Regenfälle und Hochwasser, das örtlich die Ereignisse 2002 und 2005 übertraf.

### 2013/2014
- Weihnachtsunwetter: Im Gefolge des Orkans Dirk über Westeuropa bringt ein kurzlebiges aber starkes Italientief in Norditalien heftige Unwettern und in den Alpen enorme Schneemengen (Nordtessin, Misox bis 120 cm/24 h, in San Bernardino der intensivste Schneefall seit Messbeginn 1952;[39] Osttirol bis 80 cm[40])
- 11.–18. Mai Tief Yvette: verharrt untypisch lange über dem Balkan; schwere Überflutungen auf der Balkanhalbinsel, und im Donau und Karpatenraum; auch schwere Stürme durch ein kräftiges Westeuropahoch und starkes Druckgefälle
- Juni/Juli: Im Laufe des verregneten Frühsommers folgte eine Serie von Mittelmeertiefs, so 29./30. Juni,[41] 22. Juli mit Schlechtwetter um die Adria bis 28. Juli.[42] – am 26. Juli etwa wurden in Klagenfurt nach einem Gewitter mit Starkregen im Keller des Landesmuseums Kärnten einige historische Bücher zerstört.[43]
Das heftigste Ereignis war das folgende Tief Quintia.[44] Nachdem es von der Nordsee kommend am 28. Juli im westfälischen Münster Rekordregenmengen (eine Station des Landesumweltamtes registrierte eine Niederschlagsmenge von 292 l/m² innerhalb von 7 Stunden), zwei Tote und Schäden von mehr als 300 Millionen Euro hinterlassen hatte,[45][46] zog es über die Alpen und entwickelte sich in der Folge zu einem Norditalien–Adria-Tief mit Höhentief-Charakteristik:[47] Am 29. Juli kam es zu kurzdauerndem intensiven Starkregen mit Überflutungen, insbesondere in Ostösterreich[48][49] (in Podersdorf 158 mm/6 h, eine knapp dreifache Monatsmenge)[50] und am 30. im Tiroler Brixental (um Kössen) und Salzburger Oberpinzgau[48] (in Mittersill hatte die Salzach einen weit höheren Stand als 2005);[51] in Rumänien forderten meterhohe Flutwellen ein Todesopfer. (Vedea bei Pitești).[52]

### 2014/2015
- 4.–6. und 10.–12. November 2014: Tief Quendresa (zeitweise mit Medicane-Tendenzen) und ein weiteres (namenloses) Tief über dem Ligurischen Meer bis vor Sizilien; Föhn, teils in Orkanstärke, nördlich der Alpen, schwere Sturzfluten in den Südalpen, Meeralpen und ganz Italien
- 10./11. August 2015: Dieses kleine Tief (Detlef) im Rahmen der Juni–August-Hitzewelle und des überhitzen Mittelmeeres zeigte eine abnorme Zugbahn von den Westalpen nach Malta. Es führte zu schweren Unwettern in Mittel- und Süditalien (Rossano Calabro 230 mm/5 h, 350 mm/1 d).[53]

### 2015/2016
- 30. September bis 4. Oktober 2015: Tief Quirin zog von den Balearen (dort bereits heftige Gewitter) unter Verstärkung am 1. und 2. Oktober über Korsika und Sardinien. Es zeigte mit Orkanböen bis 157 km/h (Cap Corse am 2. Oktober) und Niederschlagsmengen von bis zu 250 mm innerhalb zweier Tage Medicane-Tendenzen. Letztlich fehlte das „Auge“. Am Abend des 3. Oktobers sorgte das Tief in Südfrankreich (besonders an der Côte d’Azur) für Unwetter mit Sturmböen und sehr großen Regenmengen innerhalb kurzer Zeit. So fielen in Cannes in zwei Stunden 179 mm.[54] Dadurch verursachte schwere Überschwemmungen forderten mindestens 21 Todesopfer.[55]
- 22. April bis 3. Mai, später heftiger Wintereinbruch: ein Tiefsystem über Nordwesteuropa und zwei Mittelmeertiefs verursachen durch Kaltluft mit Niederschlag im Alpenraum (30 cm Schnee in Tallagen, Spätfrost und Hochwässer) große Landwirtschaftsschäden im Raum Südostösterreich.

### 2019/2020
- Mehrere schnellziehende Unwettertiefs (Detlef, Ingmar) verursachen am 12. November und nachfolgend Acqua-alta-Hochwasser in Venedig und führen zu starken Schneefällen in den Alpen,[8] Tief Luis hat den Einsturz einer Autobahnbrücke der A6 in Italien zur Folge.[56]

### 2021/2022
- Das kleinräumige Höhentief Diana über Oberitalien bescherte Vorarlberg vom 18. bis 20. August 2022 in Nordstaulagen, am Bodensee und im unteren Alpenrheintal Regenmengen von teils mehr als 200 l/m² in 24 Stunden An mehreren Messstellen wurden neue Höchstwerte registriert. In Bregenz fielen am 18./19. August 212 mm Regen in 24 Stunden.[57] Die feuchtwarme Mittelmeerluft war zunächst in einem weiten Bogen um die Ostalpen herumgeschaufelt und dann mit einer Nordströmung gegen die Berge gedrückt worden. Der warme Bodensee sorgte für ein zusätzliches Feuchteangebot[58], während es an etwa 70 bis 75 km vom Bodensee entfernten Messstationen in der auch durch einige davor stehende Berggruppen vor der feuchten Nordanströmung abgeschirmten Silvretta nur etwa ein Fünftel dieser Mengen regnete. Es gab zahlreiche Überflutungen, über 1500 Feuerwehreinsätze und Sachschäden in Millionenhöhe allein in Vorarlberg. Menschen kamen dort nicht zu Schaden. Auch im Nordwesten Tirols und in der Nordostschweiz gab es Starkregen und Überflutungen.[59][60]

### 2023
- Eine Vb-Wetterlage, die feuchtwarme Luft vom auf Rekordtemperaturen erwärmten Mittelmeer zu den Alpen transportierte, brachte Anfang August enorme Regenmengen und katastrophale Hochwässer in Slowenien und in Teilen Kärntens:[61] An der Nordseite des Loiblpasses fielen zwischen dem 3. und 5. August in 48 Stunden 266 mm Regen, was fast das 1,5-fache eines gesamten durchschnittlichen Augustniederschlages (184 mm) darstellte.[62] In Slowenien starben mehrere Menschen in den Fluten und entstanden Schäden in Milliardenhöhe.[63]
- Anfang Dezember sorgte eine Vb-Wetterlage in Süddeutschland für ungewöhnlich starke Schneefälle mit Neuschneehöhen von teilweise über 50 cm in 24 Stunden. Die Schneemassen führten zu erheblichen Schäden und zu einem kurzzeitig vollständigen Zusammenbruch des öffentlichen Nah- und Fernverkehrs.

### 2024
- Das Tief Orinoco führte Anfang Juni zu erheblichen Niederschlägen auf bereits feuchte Böden in Süddeutschland. In der Folge kam es zu großflächigen Überschwemmungen in Baden-Württemberg und Bayern; mindestens zwölf bayerische Landkreise riefen dabei den Katastrophenfall aus.
- Das Adriatief Anett (Boris) erzeugte Mitte September enorme Niederschläge in einem Gebiet von Niederösterreich über Mähren bis nach Schlesien in den Staaten Österreich, Tschechien und Polen. Auf der Nordseite der Sudeten in Polen und Tschechien fielen Niederschlagsmengen, die Ereignisse früherer Jahrzehnte weit übertrafen. Anschließend zog es zurück nach Italien, wo es ebenfalls zu schweren Überflutungen kam.